# Tulpius hilarus
Tulpius hilarus là một loài nhện trong họ Salticidae.
Loài này thuộc chi Tulpius. Tulpius hilarus được Elizabeth Maria Gifford Peckham & George William Peckham miêu tả năm 1896.